# Indian Lake (Texas)
Indian Lake è un centro abitato degli Stati Uniti d'America, situato nella contea di Cameron dello Stato del Texas.

## Geografia fisica
Indian Lake è situata a 26°05′16″N 97°30′09″W (26.087651, -97.502470).
Secondo lo United States Census Bureau, ha un'area totale di 0,3 miglia quadrate (0,78 km²), di cui 0,2 miglia quadrate (0,52 km²) di terreno e 0,1 miglia quadrate (0,26 km², 19.23%) d'acqua.

## Società

### Evoluzione demografica
Secondo il censimento del 2000, c'erano 541 persone, 229 nuclei familiari, e 158 famiglie residenti nella città. La densità di popolazione era di 2.602,6 persone per miglio quadrato (994,7/km²). C'erano 345 unità abitative a una densità media di 1.659,7 per miglio quadrato (634,3/km²). La composizione etnica della città era formata dall'82,81% di bianchi, lo 0,92% di nativi americani, lo 0,37% di asiatici, lo 0,37% di isolani del Pacifico, il 13,49% di altre razze, e il 2,03% di due o più etnie. Ispanici o latinos di qualunque razza erano il 43,07% della popolazione.
C'erano 229 nuclei familiari di cui il 24,9% avevano figli di età inferiore ai 18 anni, il 58,5% erano coppie sposate conviventi, il 7,9% aveva un capofamiglia femmina senza marito, e il 31,0% erano non-famiglie. Il 25,8% di tutti i nuclei familiari erano individuali e il 16,6% aveva componenti con un'età di 65 anni o più che vivevano da soli. Il numero di componenti medio di un nucleo familiare era di 2,36 e quello di una famiglia era di 2,82.
La popolazione era composta dal 22,0% di persone sotto i 18 anni, il 4,4% di persone dai 18 ai 24 anni, il 22,4% di persone dai 25 ai 44 anni, il 19,8% di persone dai 45 ai 64 anni, e il 31,4% di persone di 65 anni o più. L'età media era di 46 anni. Per ogni 100 femmine c'erano 94,6 maschi. Per ogni 100 femmine dai 18 anni in giù, c'erano 91,0 maschi.
Il reddito medio di un nucleo familiare era di 23.269 dollari, e quello di una famiglia era di 26.563 dollari. I maschi avevano un reddito medio pro capite di 21.250 dollari contro i 12.279 dollari delle femmine. Il reddito medio pro capite era di 12.129 dollari. Circa il 13,8% delle famiglie e il 14,3% della popolazione erano sotto la soglia di povertà, incluso il 16,3% di persone sotto i 18 anni e il 5,1% di persone di 65 anni o più.